# قصص جان ماري كابيدولين
قصص جان ماري كابيدولين (بالفرنسية: Les Histoires de Jean-Marie Cabidoulin)‏، (بالإنجليزية: The Sea Serpent)‏ هي رواية من تأليف الروائي جول فيرن صدرت عام 1901. وهي جزء من سلسلة «رحلات غير عادية».